# Федоренко Платон Васильович
Платон Васильович Федоре́нко (нар. 1 грудня 1907, Полтава — пом. 3 серпня 1966, Новокузнецьк) — український радянський художник театру.

## Біографія
Народився 19 листопада [1 грудня] 1907 року у Полтаві. В 1930—1931 роках навчався в Київському музично-драматичному інституті імені М. В. Лисенка. З 1937 працював художником у різних театрах України, з 1948 року — у Рівненському українському музично-драматичному театрі імені М. Островського.
Помер 3 серпня 1966 року в Новокузнецьку. Похований у Ріному.

## Вистави
Оформив вистави:
- «Макар Діброва» О. Корнійчука (1948);
- «Живий труп» Л. Толстого (1950),
- «Глитай, або ж Павук» М. Кропивницького (1954);
- «Тарас Бульба» за М. Гоголем (1954);
- «Океан» О. Штейна (1962);
- «Підступність та кохання» Ф. Шіллера (1963);
- «Як гартувалася сталь» за М. Островським (1966).

## Відзнаки
- Заслужений діяч мистецтв УРСР з 1964 року;
- Нагороджений орденом «Знак Пошани».